# Abasan al-Saghira
Abasan al-Saghira, en arabe : عبسان الصغيرة, est une municipalité du gouvernorat de Khan Younès en Palestine. Elle est située à deux kilomètres au sud-est de Khan Younès dans la bande de Gaza.
Selon le recensement du bureau central palestinien des statistiques, la localité compte une population de 9 290 habitants en 2017.